# Ерен (Корез)
Ерен (фр. Eyrein) насеље је и општина у централној Француској у региону Лимузен, у департману Корез која припада префектури Тил.
По подацима из 2011. године у општини је живело 522 становника, а густина насељености је износила 19,78 становника/km². Општина се простире на површини од 26,39 km². Налази се на средњој надморској висини од 552 метара (максималној 639 m, а минималној 523 m).

## Демографија
| 1962. | 1968. | 1975. | 1982. | 1990. | 1999. | 2011. |
| ----- | ----- | ----- | ----- | ----- | ----- | ----- |
| 641   | 642   | 602   | 559   | 513   | 482   | 522   |

График промене броја становника у току последњих година